# Zhu Lin
Zhu Lin (chinesisch 朱琳, Pinyin Zhū Lín; * 29. Oktober 1984 in Shanghai) ist eine chinesische Badmintonspielerin.

## Karriere
Nach mehreren Halbfinalteilnahmen 2004 in Europa unter anderem bei den French Open und den German Open konnte sie erstmals 2005 bei den Malaysia Open in ein Finale vorstoßen. Dort unterlag sie ihrer Landsfrau Zhang Ning. 2006 siegte sie bei den Indonesia Open und Thailand Open, 2007 bei den Malaysia Open und erneut bei den Thailand Open.
Bei der WM 2007 gelang ihr der größte Triumph mit dem Gewinn des Titels im Dameneinzel.